# Thonet-ház
A Thonet-ház Budapest V. kerülete szívében a Váci utca 11/A és az Aranykéz utca 3. szám között húzódó 19. század végi műemléképület, amelyet Budapest első modern kereskedőházaként tartunk számon.

## Leírása
Négyemeletes (félemelet+három szint), padlással épült, két belsőudvaros korai szecessziós üzletház, zártsorú beépítésben, három kettősablakos tengellyel, homlokzata pirogránit díszítésű Zsolnay-burkolólapokkal, első és második emeletén kovácsoltvas erkélyrácsokkal, eredeti faportálokkal, a homlokzatot tagoló oszlopokon nyugvó baldachinok alatt férfi- és nőalakot ábrázoló szobrokkal. Bejárati előterét többszörösen átépítették, udvari szárnya földszintjén acélvázas raktárat létesítettek.  

## Története

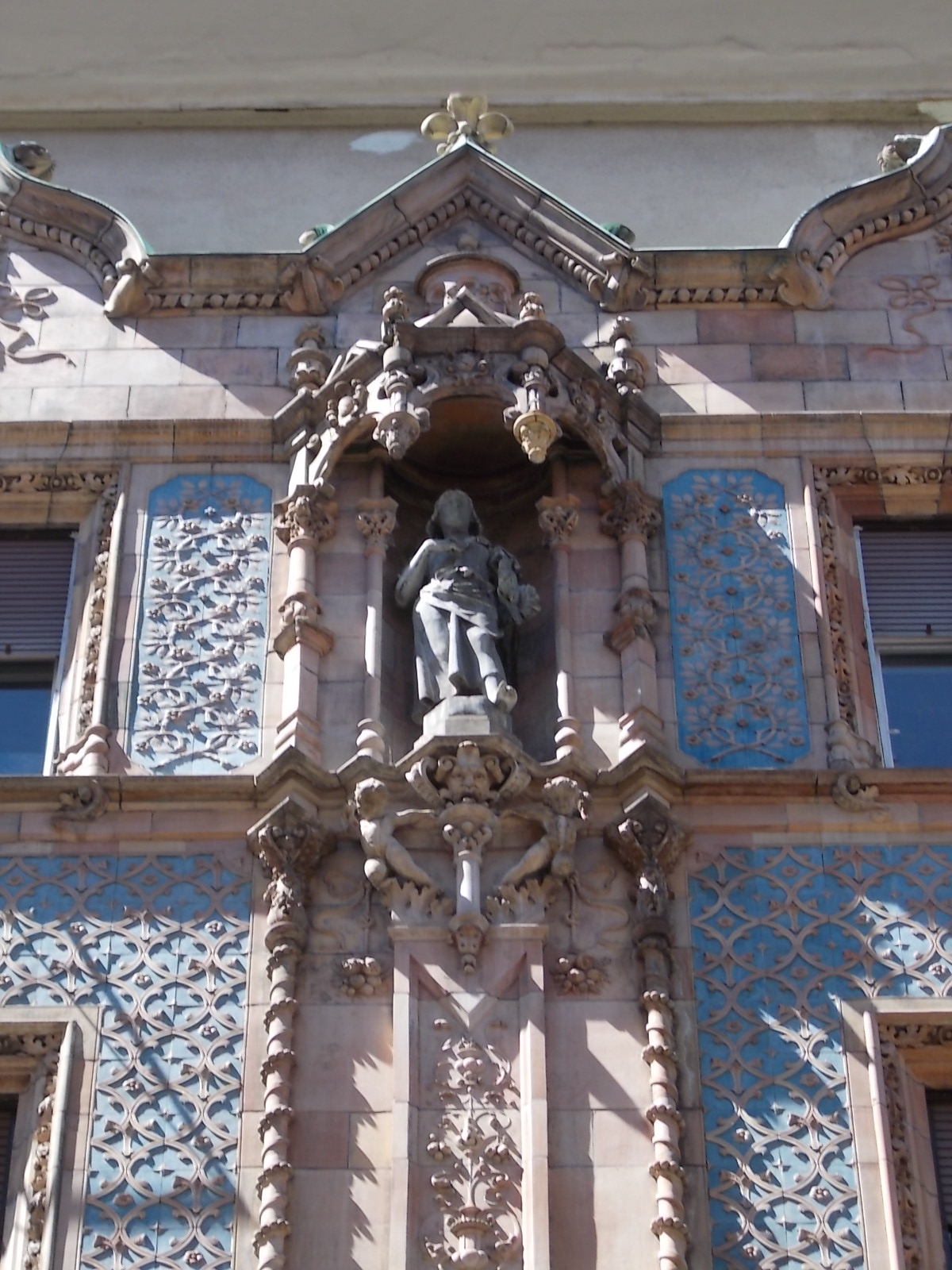
Nőalakos szobor a homlokzaton

A Váci utca 11/a-b számok helyén állt korábbi ház egy 1867-ben emelt, kétemeletes romantikus épület volt, építtetői Szentkirályi Móric, Albert és Kálmán, tervezője pedig a Gerster és Frey voltak.
A mai házat 1888–1890 között a nemzetközi sikereket elért Michael Thonet, a kecses hajlított bútorok atyjának fiai építtették Lechner Ödön, Pártos Gyula és Klein H. János tervei alapján. A kivitelezést a Schubert és Hikisch cég végezte, Perjátl Márton művezetésével.

## Külső hivatkozások
- A Budapestcity.org-on Archiválva 2016. március 30-i dátummal a Wayback Machine-ben
- T, mint Thonet